# Eyre Creek (Warburton River)
Der Eyre Creek ist ein Fluss im Südwesten des australischen Bundesstaates Queensland und im Nordosten von South Australia. 

## Geografie

### Flusslauf
Der Fluss entsteht bei der Siedlung Breedalbene, etwa 100 Kilometer südlich von Boulia an der Diamantina Developmental Road, aus dem Georgina River. Er fließt nach Süden, der Straße entlang, die er bei Bedourie unterquert. Dann folgt er der Eyre Developmental Road weiter nach Süden für weitere 50 Kilometer, um dann nach Westen abzubiegen. Der Eyre Creek durchfließt den Lake Koolivoo sowie den Lake Mipia und versickert dann östlich der Simpsonwüste im Untergrund.
Bei der Geisterstadt Annandale tritt er wieder an die Oberfläche und nimmt das Wasser des wenige Kilometer nördlich versickerten Mulligan River auf. Er setzt seinen Weg nach Süden am Rande der Simpsonwüste fort, überschreitet die Grenze nach South Australia und mündet in die Goyder Lagoon und damit in den Warburton River.

### Nebenflüsse mit Mündungshöhen
- Georgina River – 107 m
- Four Mile Creek – 97 m
- Lignum Channels – 77 m
- Hay River – 75 m – Der Hay River versickert üblicherweise ca. 110 km nordwestlich des Eyre Creek in der Simpsonwüste. Nur in besonders nassen Jahren läuft er in den Eyre Creek über.
- Mulligan River – 49 m[1]

### Durchflossene Seen
Der Eyre Creek durchfließt eine Reihe von Wasserlöchern, die meist auch dann mit Wasser gefüllt sind, wenn der Fluss selbst trocken liegt:
- Koolivoo Waterhole – 78 m
- Lake Koolivoo – 77 m
- Bunk Waterhole – 76 m
- Tomydonka Waterhole – 75 m
- Lake Mipia – 74 m
- Torawa Waterhole – 74 m
- Katonkra Waterhole – 70 m
- Smith Waterhole – 68 m
- Norady Waterhole – 67 m
- Titchery Waterhole – 64 m
- Cowarie Waterhole – 64 m
- Kauri Waterhole – 63 m
- Annandale Carrawallia Waterhole – 61 m
- Taranga Waterhole – 59 m
- Muncoonie Waterhole – 58 m
- Kuntianna Waterhole – 56 m
- Kuddarree Waterhole – 51 m
- Annandale Waterhole – 49 m
- Dickerie Waterhole – 45 m
- Terrachi Waterhole – 38 m
- Kooringala Waterhole – 33 m
- Narrabutiannie Waterhole – 32 m
- Tepaminkanie Waterhole – 27 m
- Tepamini Waterhole – 25 m
- Clorida Waterhole – 25 m